# Dakosaure
El dakosaure (Dakosaurus andiniensis) és un gènere representat per una única espècie de sauròpsid metriorrínquid, que va viure des del Juràssic superior fins al Cretaci inferior, aquest hàbitat en l'oceà Pacífic.
El primer crani del dakosaure va ser apodat Godzilla i era cridat el noi dolent de l'Oceà Pacífic per la seva llarga mandíbula tancada; també animal posseeix un cua que s'assembla molt a la d'alguns peixos, aquest animal mitjà 10 peus de llarg i és un dinosaure parent llunyà dels cocodrils actuals.
Aquest cocodril passava tota la seva vida en el mar i era un animal predador d'alt grau caçant altres rèptils marins com els ictiosaures i encara que posseïa una llarga mandíbula el seu cap no era com la dels cocodrils actuals, ja que aquesta era de dimensions més encongides, a més aquest rèptil posseïa en comptes de potes alguna cosa similar a aletes.